# Campeonato de Oceanía de Judo de 2017
El XXX Campeonato de Oceanía de Judo se celebró en Nukualofa (Tonga) el 28 de abril de 2017 bajo la organización de la Unión de Judo de Oceanía.
En total se disputaron trece pruebas diferentes, siete masculinas y seis femeninas.

## Resultados

### Masculino
| Evento  | Oro                        | Plata                         | Bronce                                               |
| ------- | -------------------------- | ----------------------------- | ---------------------------------------------------- |
| –60 kg  | Joshua Katz Australia      | Tony Lomo · Islas Salomón     | —                                                    |
| –66 kg  | Nathan Katz Australia      | Jason Appavou Nueva Caledonia | Vincent Costanzo Australia David Mai Nueva Caledonia |
| –73 kg  | Jake Bensted Australia     | Finn Brown Nueva Zelanda      | Vincent Burani Nueva Caledonia                       |
| –81 kg  | Anthony Kouros Australia   | Eoin Coughlan Australia       | Vinay Reddy Nueva Zelanda                            |
| –90 kg  | Sebastian Temesi Australia | Teva Gouriou Nueva Caledonia  | Diego Barreto Australia Josateki Naulu Fiyi          |
| –100 kg | Nicolas Berard Australia   | Matthew Rowley Nueva Zelanda  | Joshua Nahi Nueva Zelanda Tevita Takayawa Fiyi       |
| +100 kg | Derek Sua Samoa            | Finetuui Moala Tonga          | —                                                    |

### Femenino
| Evento | Oro                         | Plata                        | Bronce                       |
| ------ | --------------------------- | ---------------------------- | ---------------------------- |
| –48 kg | Emma Rouse Nueva Zelanda    | Caroline Hain Australia      | —                            |
| –52 kg | Tinka Easton Australia      | Justine Bishop Nueva Zelanda | —                            |
| –57 kg | Ellen Wright Australia      | Qona Christie Nueva Zelanda  | —                            |
| –63 kg | Katharina Haecker Australia | Maeve Coughlan Australia     | Shawnee Felton Nueva Zelanda |
| –70 kg | Aoife Coughlan Australia    | Naomi de Bruine Australia    | —                            |
| +78 kg | Ineti Felemi Tonga          | Figalaau Mafi Tonga          | —                            |

## Medallero
| Núm. | País            | Oro | Plata | Bronce | Total |
| ---- | --------------- | --- | ----- | ------ | ----- |
| 1    | Australia       | 10  | 4     | 2      | 16    |
| 2    | Nueva Zelanda   | 1   | 4     | 3      | 8     |
| 3    | Tonga           | 1   | 2     | 0      | 3     |
| 4    | Samoa           | 1   | 0     | 0      | 1     |
| 5    | Nueva Caledonia | 0   | 2     | 2      | 4     |
| 6    | Islas Salomón   | 0   | 1     | 0      | 1     |
| 7    | Fiyi            | 0   | 0     | 2      | 2     |
|      | TOTAL           | 13  | 13    | 9      | 35    |